# Gastón Merlo
Pour les articles homonymes, voir Merlo.
Sebastian Gaston Merlo est un footballeur argentin né le 26 janvier 1985 à Cordoba.

## Carrière

### En club
Modeste footballeur amateur évoluant dans le championnat régional de la Pampa, en sixième division, Gaston Merlo signe en 2009 un contrat professionnel pour le club vietnamien du  SHB Ðà Nẵng. Sa première année au club est une totale réussite avec sur le plan collectif un doublé coupe-championnat, et sur le plan individuel le titre de footballeur étranger de l’année et de meilleur buteur du championnat avec 15 réalisations.
Il conserve son titre de meilleur buteur du championnat sur les exercices 2010 et 2011, une première pour un footballeur étranger.

### Palmarès
- Championnat du Viêt Nam 2009 et 2012
- Coupe du Viêt Nam 2009
- Meilleur footballeur étranger 2009
- Meilleur buteur du championnat du Viêt Nam en 2009, 2010, 2011 et 2016